# Ben Townley
Pour les articles homonymes, voir Townley.
Ben Townley est un pilote de motocross néo-zolandais né le 12 décembre 1984.
Il est le premier pilote champion du monde mx2 sur KTM. Il passa ensuite un an en mx1 pour ensuite aller aux USA. La première année fut mitigée à cause d'une blessure mais il réussit mieux en 2007 avec un titre de champion de sx lites (côte est) et une 2e place juste derrière l'américain Ryan Villopoto en mx lites.
En 2008, il quittera le team Kawasaki pro circuit pour aller en 450 sur une Honda du team American Honda avec comme équipier Ivan Tedesco.